# Engeld
Engeld ist Ortsteil der Gemeinde Much im Rhein-Sieg-Kreis.

## Lage
Engeld liegt auf den Hängen des Bergischen Landes im Tal des Hohner Bachs. Nachbarorte sind Weeg Norden, Erlen im Osten, Reinshagen im Süden und Hohn im Westen. Engeld ist über die Landesstraße 312 erreichbar.

## Geschichte
Der Ort wurde 1559 erstmals urkundlich erwähnt.
1901 gab es ein Nieder-Engeld und ein Ober-Engeld.
Nieder-Engeld hatte 47 Einwohner. Damals lebten hier die Haushalte Ackerer Joh. Bröl, Schreiner Wilhelm Bröl, Ackerer Joh. Peter Engelbertz, Ackerer Joh. Martin Kraus, Schuster Joh. Manz, Ackerer Philipp Manz, Schuster Wilhelm Sauer, Ackerer Peter Schneider, Schuster Peter Söntgerath, Schneider Peter Josef Söntgerath und Schreiner Wilhelm Söntgerath.
Ober-Engeld hatte damals 15 Einwohner. Hier waren der Schneider Joh. Hubert Fischer, Ackerer Peter Flüch und Ackerer Peter Josef Neu ansässig.

## Denkmalschutz
Ein Votivkreuz im Dorf ist unter der Nr. 15 in die Liste der Baudenkmäler in Much eingetragen.